# Usuardo
Usuardo (in latino Usuardus Sangermaniensis; ... – Parigi, IX secolo) è stato un monaco benedettino dell'Abbazia di Saint-Germain-des-Prés, a Parigi. Egli sembra essere morto circa l'anno 875, e il prologo in cui offre a Carlo il Calvo la sua opera più importante, il Martirologio, che aveva intrapreso per iniziativa di quel sovrano, fu apparentemente scritto poco prima della morte dell'autore.

## Biografia
Usuardo era un membro di spicco del suo ordine e nell'858 era stato mandato col monaco Odilardo in missione in Spagna per procurarsi alcune importanti reliquie: il resoconto di quel viaggio, redatto dal monaco Aimone, è ancora conservato.
Il Martyrologium che porta il suo nome è rimasto per tutto il Medioevo il più famoso documento del suo genere. Si conserva a noi in innumerevoli manoscritti, di cui Henri Quentin fornisce un elenco parziale . Quentin ha anche fornito uno studio sulla relazione tra i vari testi agiografici e l'evoluzione dei primi martyrologia medievali che culmina nell'opera di Usuardo: Usuardo sostanzialmente risistemava un compendio del Martirologio di Adone di Vienne in una forma più adeguata per l'uso pratico liturgico. il suo martirologio sintetizza elementi del vecchio martirologio geronimiano, il martirologio di Adone di Vienne e la versione lionese di un martirologio che Beda attribuiva all'arcidiacono Floro di Lione. Esso contiene mille e centosessantasette elogi di santi.
Il testo del Martyrologium di Usuardo è stata curato da Jacques Bouillart (Parigi, 1718) dal ms. lat. 13.745 a Parigi, che, se non l'autografo dell'autore, risale in ogni caso al suo tempo. Una edizione più elaborata è stato edita dal padre bollandista Père Jean-Baptiste Du Sollier.
Usuardo ha anche scritto un necrologio dell'abbazia di Saint-Germain-des-Prés, il più antico del suo genere (pubblicato a cura di Auguste Molinier, 1890).